# Мульда (Німеччина)
Мульда (нім. Mulda) — громада в Німеччині, розташована в землі Саксонія. Входить до складу району Середня Саксонія.
Площа — 43,08 км2. Населення становить 2457 ос. (станом на 31 грудня 2020).